# ルワンダの地方行政区画

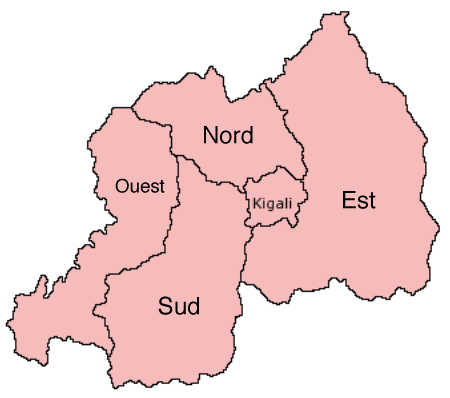
2006年以降の州

ルワンダの地方行政区画は、2006年以降5つの州とその下に設けられている30の郡によって成り立っている。intaraと呼ばれるルワンダの州は、akarereと呼ばれる郡に分けられ、さらにumujyiと呼ばれる自治体に分割できる。
2006年1月1日より前のルワンダはもともと12の州（2002年までは県）で構成されていた。しかし、1994年のルワンダ紛争大虐殺による問題の解決を試みるため、政府は新たな地方行政制度を築くことを決めた。一極集中したルワンダの統治機構が大量殺戮を助長した要因であると考えたため、最初の目標として権力の分散化を行った。また、新たな州は以前に比べて多民族で構成されることとなり、民族による分割を弱めた。さらに、新たな州は以前の12の州のような虐殺に関わった共同体を持たないようにした。

## 州
| 州名     | ルワンダ語     | フランス語 | 英語     | 州都       | 人口 (2022年) | 面積 (km2) | 人口密度 (人/km2) |
| -------- | -------------- | ---------- | -------- | ---------- | ------------- | ---------- | ----------------- |
| 北部州   | Amajyaruguru   | Nord       | Northern | ビュンバ   | 2,038,511     | 3,276      | 622               |
| 南部州   | Amajyepfo      | Sud        | Southern | ニャンザ   | 3,002,699     | 5,963      | 504               |
| 東部州   | Iburasirazuba  | Est        | Eastern  | ルワマガナ | 3,563,145     | 9,458      | 377               |
| 西部州   | Iburengerazuba | Ouest      | Western  | キブエ     | 2,896,484     | 5,882      | 492               |
| キガリ州 | Kigali         | Kigali     | Kigali   | キガリ     | 1,745,555     | 730        | 2,391             |

## 郡

### 北部州

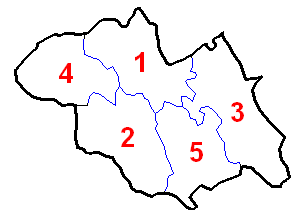
北部州の郡

1. ブレラ郡（Burera）
2. ガケンケ郡（Gakenke）
3. ギクンビ郡（Gicumbi）
4. ムサンゼ郡（Musanze）
5. ルリンド郡（Rulindo）

### 南部州

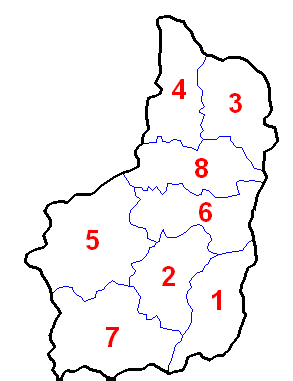
南部州の郡

1. ギサガラ郡（Gisagara）
2. フイエ郡（Huye）
3. カモニ郡 （Kamonyi）
4. ムハンガ郡（Muhanga）
5. ニャマガベ郡（Nyamagabe）
6. ニャンザ郡（Nyanza）
7. ニャルグル郡（Nyaruguru）
8. ルハンゴ郡（Ruhango）

### 東部州

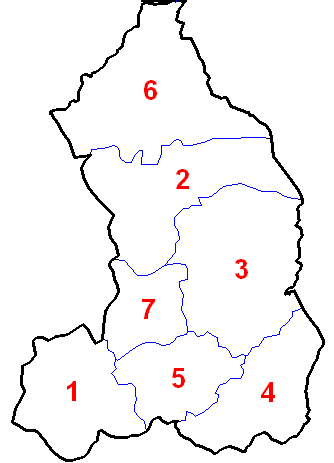
東部州の郡

1. ブゲサラ郡（Bugesera）
2. ガツィボ郡（Gatsibo）
3. カヨンザ郡（Kayonza）
4. キヘレ郡（Kirehe）
5. ンゴマ郡（Ngoma）
6. ニャガタレ郡（Nyagatare）
7. ルワマガ郡（Rwamagana）

### 西部州

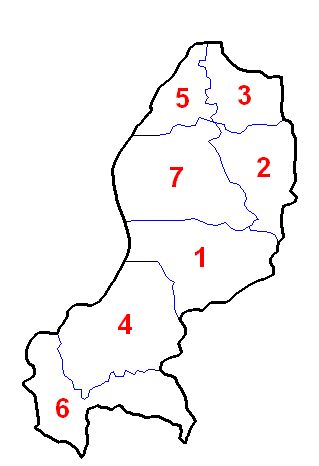
西部州の郡

1. カロンギ郡（Karongi）
2. ンゴロレロ郡（Ngororero）
3. ニャビブ郡（Nyabihu）
4. ニャマシェケ郡（Nyamasheke）
5. ルバブ郡（Rubavu）
6. ルシジ郡（Rusizi）
7. ルチロ郡（Rutsiro）

### キガリ州

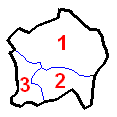
キガリ州の郡

1. ガサボ郡（Gasabo）
2. キチュキロ郡（Kicukiro）
3. ニャルゲンゲ郡（Nyarugenge）

## 2005年以前の行政区画

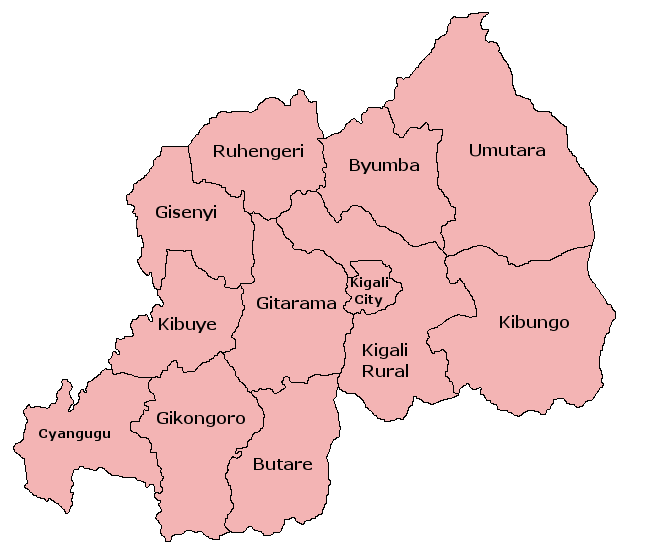
1996年から2005年までの行政区画

ルアンダ＝ウルンディ植民地時代は、8つの地区（Territory）に分かれていた。地区は後に県（Prefecture）に改められた。1959年、ギタラマ県が設立された。
- アストリダ（Astrida） - 現在のブタレ
- ブンバ（Biumba）
- ギタラマ（Gutarama） - 1959年設立
- キブング（Kibungu）
- キガリ（Kigali）
- キセニ（Kîsenyi）
- ニャンザ（Nyanza）
- ルヘンゲリ（Ruhengeri）
- シャンググ（Shangugu）

独立後、1990年にキガリ県はキガリ市とキガリ郊外県に分割された。1996年4月19日、ビュンバ県の一部とキブンゴ県の一部が合併しウムタラ県が設立された。この時点で総数は12県となった。
| 県名         | フランス語名 | 県庁所在地 | 面積 (km2) | 人口 (2002年) |
| ------------ | ------------ | ---------- | ---------- | ------------- |
| ブタレ県     | Butare       | ブタレ     | 1,872      | 722,616       |
| ビュンバ県   | Byumba       | ビュンバ   | 1,694      | 712,372       |
| チャンググ県 | Cyangugu     | チャンググ | 1,718      | 609,504       |
| ギコンゴロ県 | Gikongoro    | ギコンゴロ | 1,974      | 492,607       |
| ギセニ県     | Gisenyi      | ギセニ     | 1,585      | 867,225       |
| ギタラマ県   | Gitarama     | ギタラマ   | 2,141      | 864,594       |
| キブンゴ県   | Kibungo      | キブンゴ   | 2,964      | 707,548       |
| キブエ県     | Kibuye       | キブエ     | 1,371      | 467,745       |
| キガリ郊外県 | Kigali-Rural | キガリ     | 2,780      | 792,542       |
| キガリ市     | Kigali-Ville | キガリ     | 313        | 608,141       |
| ルヘンゲリ県 | Ruhengeri    | ルヘンゲリ | 1,657      | 894,179       |
| ウムタラ県   | Umutara      | ニャガタレ | 4,230      | 423,642       |

2001年2月15日に州とキガリ市の機能を規定する法律が施行され、2002年1月1日に県は州（Province）に改編された。また県の下にあったコミューンは廃止され、郡と自治体に置き換えられた。2006年1月1日、12州は5州に再編された。

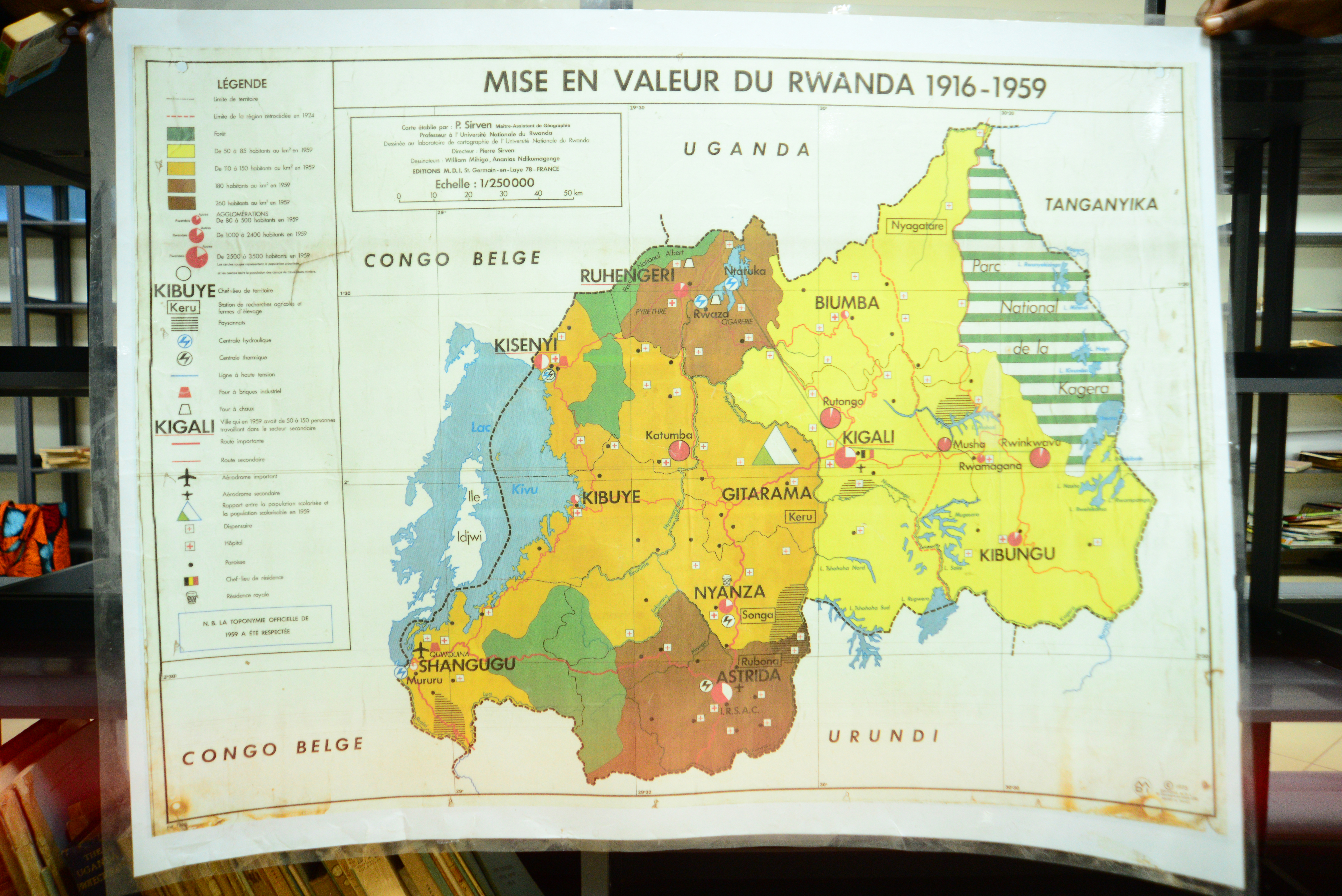
植民地時代の地図
1983年
1994年
1996年